# East Peoria
East Peoria é uma cidade localizada no estado americano de Illinois, no Condado de Tazewell.

## Demografia
Segundo o censo americano de 2000, a sua população era de 22.638 habitantes.
Em 2006, foi estimada uma população de 22.549, um decréscimo de 89 (-0.4%).

## Geografia
De acordo com o United States Census Bureau tem uma área de
54,4 km², dos quais 48,7 km² cobertos por terra e 5,7 km² cobertos por água.

## Localidades na vizinhança
O diagrama seguinte representa as localidades num raio de 12 km ao redor de East Peoria.